# Viktor Sokolov (militär)
Viktor Nikolajevitj Sokolov (ryska: Виктор Николаевич Соколов), född 4 april 1962 i Bender i Moldaviska SSR i Sovjetunionen, är en rysk amiral vid den ryska flottan och befälhavare för Svartahavsflottan från 2022. 
I januari 2020 lämnade Sokolov sin post som ställföreträdande befälhavare för den norra flottan för att tillträda som chef för Sankt Petersburgs sjökrigsskola. Det tillkännagavs i augusti 2022 under den ryska invasionen av Ukraina 2022 att han hade tagit kommandot över hela den ryska Svartahavsflottan. 
Enligt ukrainska uppgifter var Sokolov en av drygt 30 personer som dödades i en drönarattack mot Svartahavsflottans högkvarter i Sevastopol den 22 september 2023, medan ryska försvarsmakten den 26 september publicerade en video där Sokolov förefaller medverka via länk under ett möte med Rysslands försvarsminister Sergej Sjojgu.